# Permiso internacional para conducir

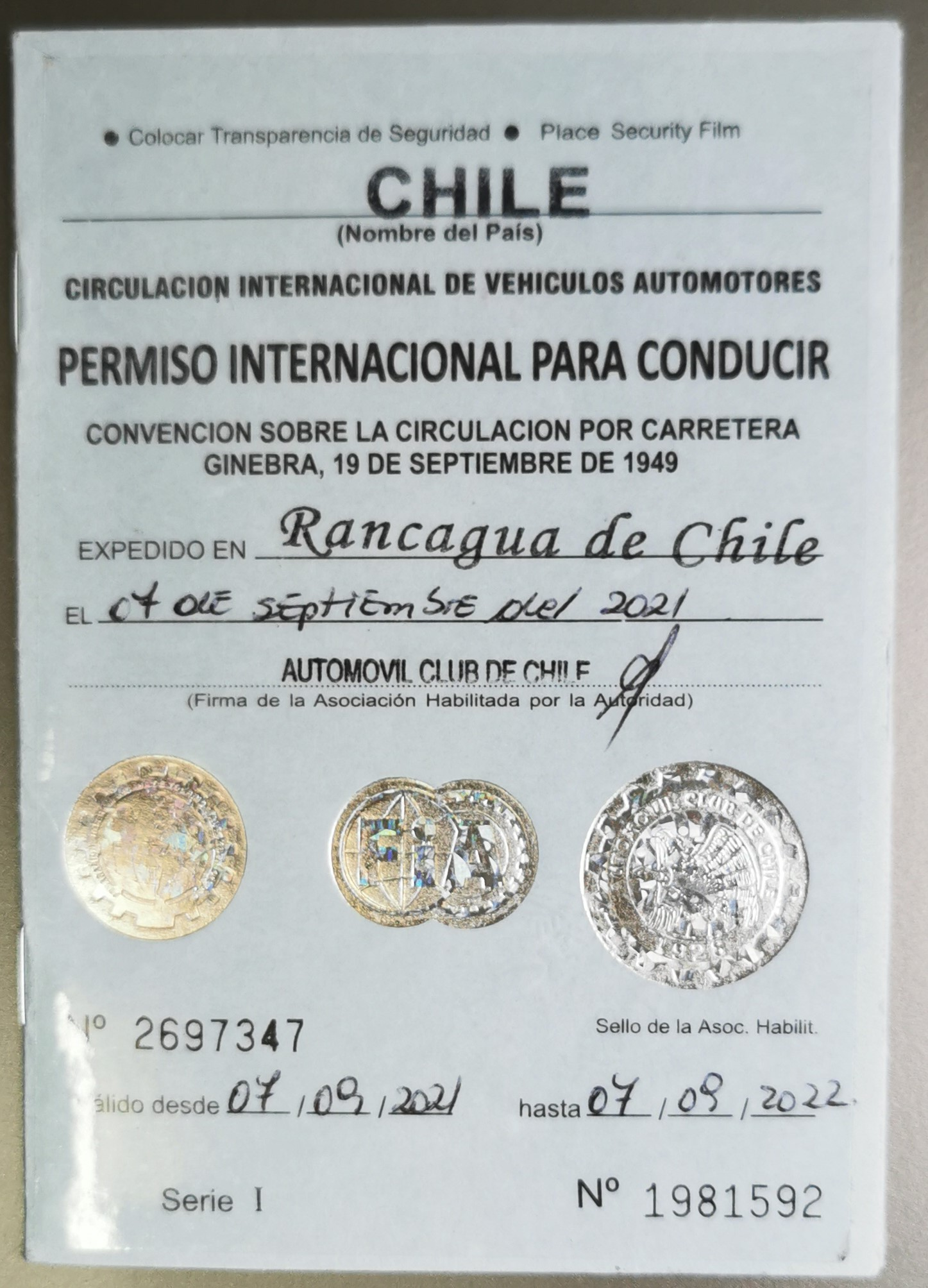
Permiso internacional para conducir de Chile

Un permiso de conducir internacional (IDP), a menudo denominado licencia de conducir internacional, es una traducción de una licencia de conducir nacional que permite al titular conducir un vehículo motorizado privado en cualquier país o jurisdicción que reconozca el documento. El término Permiso de conducir internacional se mencionó por primera vez en el documento prescrito en el Convenio internacional relativo al tráfico motorizado que se firmó en París en 1926, y es una traducción del francés 'permis de conduire international' o 'permiso de conducir internacional'. El tratado de París, y todos los posteriores, utilizan la palabra 'permiso' exclusivamente en relación con todo tipo de permiso de conducción.
Los permisos de conducir internacionales se rigen por tres convenios internacionales: el Convenio Internacional de París de 1926 relativo al tráfico motorizado, el Convenio de Ginebra de 1949 sobre el tráfico por carretera y el Convenio de Viena sobre el tráfico por carretera de 1968. Cuando un estado se contrae a más de una convención, la más nueva termina y reemplaza a las anteriores.
El IDP, cuyo tamaño A6 (148 × 105 mm) es un poco más grande que un pasaporte, tiene una cubierta gris y páginas interiores blancas. El exterior y el interior de la portada se imprimirán en (al menos uno de) los idiomas nacionales del Estado de emisión. Las dos últimas páginas interiores se imprimirán en francés, y las páginas que precedan a esas dos páginas repetirán la primera de ellas en varios idiomas, que deben incluir inglés, ruso y español.
Los IDP son emitidos por un gobierno nacional directamente, o a través de una red de organizaciones AIT/FIA, autorizadas por sus gobiernos para emitirlos. Para el último caso, las organizaciones emisoras son en su mayoría asociaciones automovilísticas, como la Asociación Automovilística Americana en los Estados Unidos, la Federación Automovilística Noruega en Noruega y Riksförbundet M Sverige en Suecia. Como hay muchos vendedores no oficiales en Internet, la AIT/FIA ha creado un directorio aprobado para todas las organizaciones emisoras de desplazados internos del mundo.
Para ser válido, el IDP debe ir acompañado de una licencia de conducir válida emitida en el país de residencia del solicitante. No se requiere un IDP si la licencia nacional del conductor cumple con los requisitos de la convención de 1949 o 1968; la licencia nacional puede utilizarse directamente en una jurisdicción extranjera que sea parte de esa convención. Además, otros arreglos eliminan la necesidad de un IDP en algunos países, como la licencia de conducir europea válida dentro del Espacio Económico Europeo.